# جاناتان فراری
جاناتان فراری (انگلیسی: Jonathan Ferrari؛ زادهٔ ۸ مهٔ ۱۹۸۷) بازیکن فوتبال اهل آرژانتین است.
از باشگاه‌هایی که در آن بازی کرده‌است می‌توان به باشگاه ورزشی سن لورنسو آلماگرو، باشگاه فوتبال روساریو سنترال، و باشگاه ورزشی ویتوریا اشاره کرد.